# Leptodiaptomus mexicanus
Leptodiaptomus mexicanus är en kräftdjursart som först beskrevs av Marsh 1929.  Leptodiaptomus mexicanus ingår i släktet Leptodiaptomus och familjen Diaptomidae. Inga underarter finns listade i Catalogue of Life.